# Festival d'Angoulême 1999
Le Festival d'Angoulême 1999 est le 26e festival de la bande dessinée, qui s'est déroulé du 27 au 31 janvier 1999.

## Affiche
François Boucq

## Grand prix de la ville
Robert Crumb

## Grand prix du millénaire
Albert Uderzo

## Palmarès
- Alph-Art meilleur album français de l'année : Monsieur Jean t.4 - Dupuy-Berberian
- Alph-Art meilleur album étranger : Cages - Dave McKean (Delcourt
- Alph-Art meilleur scénario : La Grande Arnaque t.2 - Carlos Trillo/Domingo Mandrafina (Albin Michel)
- Alph-Art coup de cœur : Quelques jours d'été - Christophe Chabouté, Paquet
- Alph-Art humour : Agrippine et l'ancêtre - Claire Bretécher, auto-édition
- Alph-Art jeunesse 7-8 ans : Tom-Tom et Nana t.23 : Dégâts à gogo! - Jacqueline Cohen/Évelyne Reberg/Bernadette Després, Bayard
- Alph-Art jeunesse 9-12 ans : La Quête de l'oiseau du temps t.5 - L'ami Javin - Serge Le Tendre/Régis Loisel/Lidwine, Dargaud
- Alph-Art du public : non attribué
- Alph-Art de la Communication : Groupe MK2 - Lewis Trondheim
- Alph-Art de la bande dessinée scolaire : Jean-Philippe Sanfourche, Castelnaudary
- Alph-Art Fanzine : Panel, Allemagne
- premier prix national : Mathilde Domecq, Lycée Marie-Curie, Marseille
- second prix national : Alexandra Siddi, Collège des Pêcheurs, Aix-en-Provence
- Alph-Art graine de pro : Stéphane Perger
- Prix René Goscinny : L'Outremangeur - Tonino Benacquista/Jacques Ferrandez, Casterman
- Prix des libraires spécialisés Bande Dessinée : Ibicus t.1 - Pascal Rabaté, Vents d'Ouest
- Prix France Info : Palestine t.2 - Joe Sacco, Vertige Graphic
- Prix de l'École de l'image : Marc-Antoine Mathieu
- Prix de la critique (ACBD) : Azrayen' t.1 - Frank Giroud/Lax, Dupuis
- Prix Œcuménique : Petit polio - Farid Boudjellal, Soleil

Mention spéciale : Bouddha - Osamu Tezuka, Tonkam
- Prix Tournesol : Palestine t.2 - Joe Sacco, Vertige Graphic

## Déroulement du festival
210 000 visiteurs

Animation de la rue piétonne sur le thème de l'univers de François Boucq.